# Nigahiga

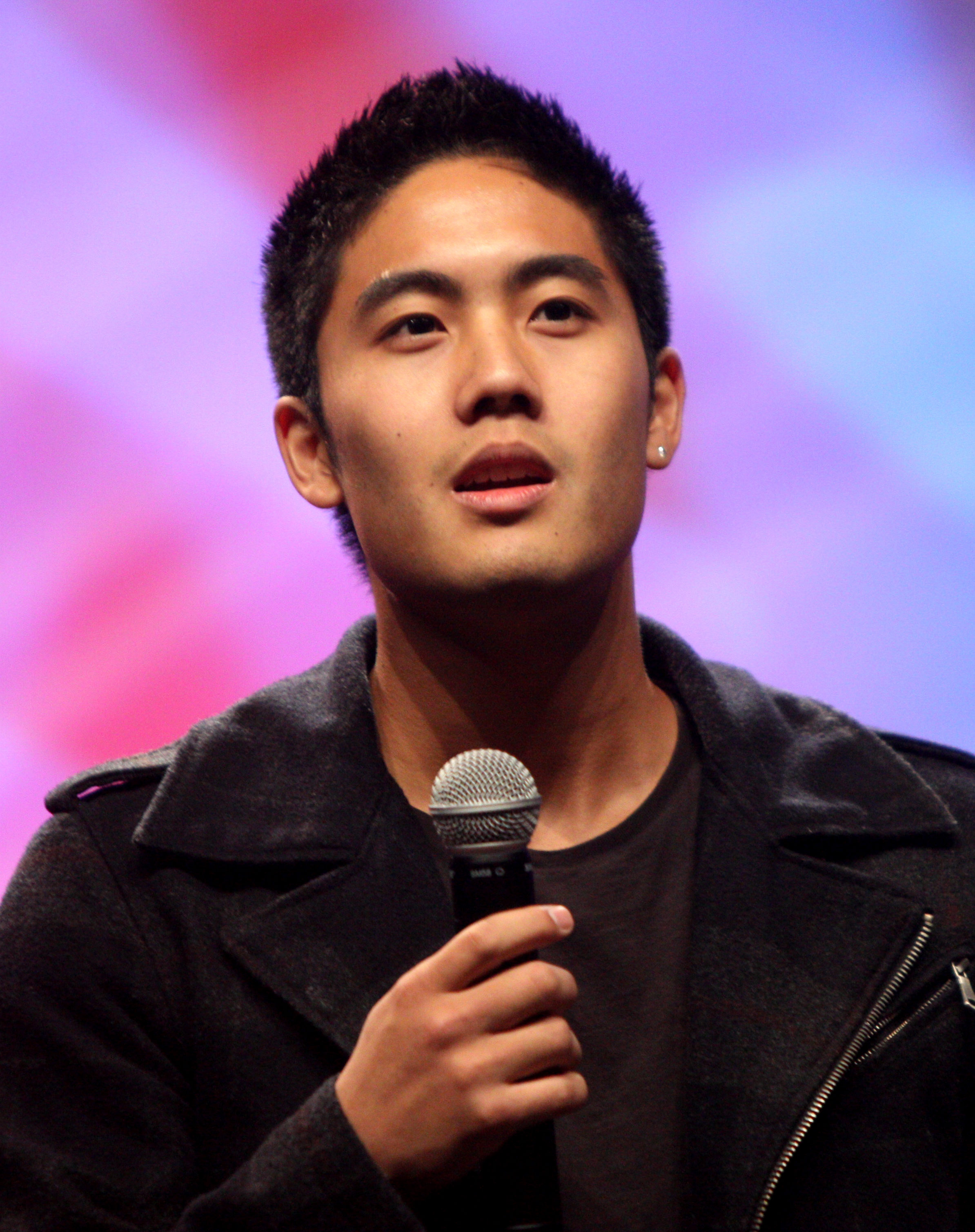
Ryan Higa in 2012

Nigahiga is een Amerikaans YouTube-kanaal van de komiek Ryan Higa (6 juni 1990). Hij maakt filmpjes alleen of samen met andere YouTube-gebruikers. In februari 2019 had hij ruim 21 miljoen abonnees.

## Youtube
Op 20 juli 2006 begon Ryan Higa samen met Sean Fujiyoshi, Enos en Nago ("The YABO crew") NigaHiga. Ze maakten verschillende soorten filmpjes, zoals reclamefilmpjes voor zelfverzonnen producten en instructiefilmpjes zoals How to be gangster en How to be emo. Nice Guys is het bestbekeken filmpje (meer dan 60 miljoen maal in 2015). Voorbeelden van reclame van zelfverzonnen producten zijn de iPod Human en The ShamWOOHOO!. Later begon Higa ook met verkorte versies van films, zoals Twilight en Titanic. Verder bracht hij een YouTubefilm uit van ongeveer 35 minuten getiteld A.S.S. (Agents of Secret Stuff).   In 2011 maakte hij een tweede kanaal, genaamd "HigaTv" waarop hij video blogs en Behind The Scenes videos (BTS) plaatst. In 2012 werkte Ryan ook mee aan YOMYOMF Network.

## Privéleven
Higa heeft een relatie met Agents Of Secret Stuff co-actrice, Youtuber, zangeres en actrice Arden Cho. Hij bevestigde in 2019 dat ze samen waren in zijn podcast “Off The pill Podcast” en later in een video op zijn Youtube-kanaal.